# Обвал готелю «Xinjia Express»
Xinjia Express Hotel (спрощ.: 欣佳酒店; ютпхін: Xīnjiā Jiǔdiàn) — готель у районі Лічен у китайському місті Цюаньчжоу в провінції Фуцзянь. 7 березня 2020 року, коли він використовувався для карантину хворих на COVID-19, він обвалився у зв'язку з перевантаженням внаслідок незаконного будівництва, при цьому загинуло 29 осіб і отримали поранення ще 42.

## Передумови
6,5-поверховий готель «Xinjia Express» розпочав працювати в червні 2018 року, і мав 80 номерів на 4—7 поверхах. Під час спалаху коронавірусної хвороби цей готель використовувався для карантину хворих на COVID-19.
Ця будівля була збудована в липні 2012 року як 4-поверхова будівля з мезоніном над першим поверхом, з додатковими поверхами, доданими між існуючими поверхами в травні 2016 року. Рівень 1 містив автомобільний салон, приймальня готелю та супермаркет, який перебудовували на ресторан. На рівні 2, який спочатку був мезоніном, розміщувались офіси автомобільного салону, рівень 3 містив готельний ресторан і спа-центр для ніг, а на рівнях 4, 5 і 6 розміщувались номери готелю, на кожному поверсі було 22 кімнати. На 7 поверсі розмістили працівників готелю та автосалону. На даху містився офіс площею 40 м², яким користувався власник будинку, машинна кімната ліфта, 4 пластикових контейнери для води, та один контейнер для води з неіржавної сталі.

## Обвал будівлі
О 19:14 7 березня 2020 року готель раптово завалився. Свідок розповів, що чув сильний удар зовнішнього загартованого скла готелю. Потім він був свідком того, як за кілька секунд зруйнувалась уся будівля. Співробітник готелю заявив, що будівельні роботи проводилися на фундаменті споруди.

## Рятувальні роботи
Близько 70 людей опинилися під завалом готелю, що завалився. Після обвалення пожежна служба провінції Фуцзянь направила 26 пожежних машин і 147 пожежників для порятунку постраждалих. Того дня станом на 21:50 врятовано 32 постраждалих осіб. О 22:14 до готелю пожежна бригада прибула з Путянь. Щонайменше 47 потерпілих було врятовано до 8 березня 2020 року. 12 березня 2020 року всіх 71 потерпілих, включаючи 29 загиблих, дістали з-під завалів.

## Розслідування
Поліція почала розслідування щодо власника готелю.
10 березня 2020 року заступник міністра з надзвичайних ситуацій Шан Йон заявив, що ця аварія відношення до порушень безпеки на виробництві, і він також заявив, що буде проведено повне розслідування інциденту, і винних буде притягнуто до юридичної відповідальності.
12 березня 2020 року Державна рада КНР оголосила про створення групи для розслідування обвалу, та призначила Фу Цзяньхуа керівником групи.
Результати розслідування, опубліковані в липні 2020 року, показали, що в травні 2016 року власники добудували всередині будівлі 2 додаткових поверхи, в результаті чого навантаження на будівлю дещо перевищило межу в 52100 кілоньютонів, 100 кН понад проектну межу. Під час переобладнання супермаркету на першому поверсі під ресторан 10 січня 2020 року було виявлено, що 3 опорні колони були серйозно деформовані, хоча через китайський новий рік роботи не розпочалися до 1 березня, коли було виявлено деформацію ще 3 колон. Ремонтні роботи розпочалися 5 березня, на 5 колонах до обвалу були виконані роботи, одну колону ще не відремонтували. Розслідування показало, що зварні шви були недостатньо близько до наступного поверху, і залишились занадто великі проміжки між зварними швами, що призвело до відсутності додаткової підтримки конструкції, наслідком чого стало посилення деформації колон, кінцевим результатом чого став обвал будівлі.